# Distrito de Nkhata Bay
Nkhata Bay es un distrito de la región del Norte de Malaui. La capital es la bahía de Nkhata. El distrito cubre un área de 4.071 km.² y tiene una población de 284 681.
El lago Malaui limita el distrito al este. La parte occidental del distrito se encuentra en las montañas Viphya.
El distrito de Nkhata Bay alberga el grupo benéfico Ripple Africa en Mwaya y la organización benéfica Temwa, en Usisya.

## Demografía
En el momento del censo de Malaui de 2018, la distribución de la población del distrito de Nkhata Bay por grupo étnico era la siguiente:
- 66,2% Tonga
- 9,7% tumbuka
- 6,6% masticable
- 1,3% Lomwe
- 1,2% Nkhonde
- 1,1% ngoni
- 0,9% Yao
- 0,7% Sukwa
- 0,7% lambya
- 0,2% Mang'anja
- 0,2% nyanja
- 0,2% Sena
- 1,2% Otros